# Uromyces pentaceae
Uromyces pentaceae är en svampart som beskrevs av D.K. Agarwal 2003. Uromyces pentaceae ingår i släktet Uromyces och familjen Pucciniaceae.   Inga underarter finns listade i Catalogue of Life.